# 樊祥麟
樊祥麟，台灣新聞界從業員，1957年出生於臺北市，國立台灣師範大學附屬高級中學畢業、國立政治大學政治學系畢業、國立政治大學東亞研究所碩士。曾任《時報雜誌》政治版主編，中國國民黨臺灣省委員會《雙十園週刊》執行主編、總編輯，台灣通訊社臺北採訪組主任，《中央日報》記者、政治新聞組組長、採訪主任、副總編輯(1)，《中央日報網路報》執行副總編輯、國會記者聯誼會會長(1987-1988)、台北市新聞記者公會第21屆理事、廣電基金節目《國會之窗》編劇、中國國民黨中央委員會文化傳播委員會義務職副主任委員、中華民國總統府蕭萬長副總統辦公室參議、中央廣播電臺副總台長兼新聞部經理(2)。曾在真理大學、華梵大學兼任講師，教授採訪寫作、專題新聞等課程。2011年4月升任中央廣播電台總台長、中華民國廣播事業協會第36屆常務理事。
2012年7月，中央通訊社社長羅智成請辭，府院規劃樊祥麟接掌中央社社長，引發中央社、中央廣播電台高層人事異動(3)。7月6日，中央社舉行第6屆董事會第5次會議，通過羅智成請辭、樊祥麟接任社長的人事案(4)。7月9日，中央廣播電台第5屆第9次臨時董事會，通過樊祥麟請辭、李猶龍接任總台長的人事案，樊祥麟於10日正式接任中央社社長(5)。2014年7月1日中央社董監會換屆，第7屆董事會成立後，通過樊祥麟續任社長(6)。2014年9月25日，台北市新聞記者公會改選第27屆理監事，樊祥麟當選理事、常務理事(7)。

## 學歷
- 國立台灣師範大學附屬高級中學
- 國立政治大學政治學系
- 國立政治大學東亞研究所碩士
- 臺灣中國文化大學中山及中國大陸研究所博士候選人

## 經歷
- 《時報雜誌》政治版主編
- 中國國民黨臺灣省委員會《雙十園週刊》執行主編、總編輯
- 《中央日報》記者、政治新聞組組長、採訪主任、副總編輯
- 《中央日報網路報》執行副總編輯
- 中華民國國會記者聯誼會會長(1987-1988)
- 台北市新聞記者公會第21屆理事、第27屆常務理事
- 廣電基金節目《國會之窗》編劇
- 中國國民黨中央委員會文化傳播委員會義務職副主任委員
- 中華民國總統府蕭萬長副總統辦公室參議
- 中央廣播電臺副總台長兼新聞部經理
- 中華民國廣播事業協會第35屆理事、第36屆常務理事
- 中央廣播電台總台長
- 中央通訊社社長
- 真理大學、華梵大學兼任講師，教授採訪寫作、專題新聞等課程
- 銘傳大學兼任助理教授，教授媒介組織管理、媒介人力資源管理等課程